# Katie Sandwina
Katharina Brumbach, dite Katie Sandwina, née en 1884 à Vienne, Autriche, et morte le 21 janvier 1952 à New York, États-Unis, est une lutteuse et femme forte de cirque.

## Biographie
Katharina Brumbach naît dans une famille d'artistes de cirque: ses parents sont Johanna et Philippe Brumbach, avec laquelle elle fait ses débuts lors de représentations où tous deux défient respectivement les hommes et les femmes du public pour les affronter à la lutte ou dans des exercices de force.
Plus tard, à New York, elle bat le célèbre homme fort Eugen Sandow dans un concours d'haltérophilie. À partir de cette victoire, elle prend Katie Sandwina comme nom de scène. Elle travaille longtemps pour le Ringling Bros. and Barnum & Bailey Circus, pratiquement jusqu'à ses 60 ans.
De stature imposante, elle est parfois surnommée « The Lady Hercules »,.

## Vie privée
Elle a eu deux fils : Theodore Sandwina, qui fut un champion de boxe dans les années 1920, et Alfred Sandwina, qui devint acteur sous le pseudonyme d'Alfred Sandor (en).

## Dans la culture populaire
Katie Sandwina est représentée comme garde du corps de suffragettes dans le roman graphique Suffrajitsu: Mrs. Pankhurst's Amazons (en).